# Auburndale (Florida)
Auburndale ist eine Stadt im Polk County im US-Bundesstaat Florida.  Das U.S. Census Bureau hat bei der Volkszählung 2020 eine Einwohnerzahl von 15.616 ermittelt.

## Geographie
Auburndale grenzt an die Städte Lake Alfred und Winter Haven. Die Stadt liegt rund 20 Kilometer nördlich von Bartow sowie etwa 60 Kilometer östlich von Tampa.

## Geschichte
Auburndales Wurzeln lassen sich bis in das Jahr 1873 zurückverfolgen, als John Ledue der erste offizielle Siedler am Lake Ariana wurde. Das erste Haus wurde 1884 gebaut, 4 Monate nachdem die Eisenbahnlinie der South Florida Railroad fertiggestellt war. Im April 1924 wurde das Tochterunternehmen Florida, Western and Northern Railroad der Seaboard Air Line Railroad gegründet, das eine Bahnstrecke von Coleman über Auburndale und Sebring bis West Palm Beach bauen sollte. Der gesamte Korridor wurde im Januar 1925 eröffnet. 1988 wurde der Abschnitt Coleman – Auburndale kurz nach der Übernahme durch CSX jedoch wieder stillgelegt.

### Religionen
In Auburndale gibt es derzeit 23 verschiedene Kirchen mit 13 verschiedenen Konfessionen. Unter den zu einer Konfession gehörenden Kirchen ist die Baptistengemeinde mit 5 Kirchen am stärksten vertreten. Es gibt 3 zu keiner Konfession gehörende Kirchen (Stand: 2004).

### Demographische Daten
Laut der Volkszählung 2010 verteilten sich die damaligen 13.507 Einwohner auf 5670 Haushalte. Die Bevölkerungsdichte lag bei 1000,5 Einw./km². 80,0 % der Bevölkerung bezeichneten sich als Weiße, 12,8 % als Afroamerikaner, 0,4 % als Indianer und 1,2 % als Asian Americans. 3,5 % gaben die Angehörigkeit zu einer anderen Ethnie und 2,2 % zu mehreren Ethnien an. 13,1 % der Bevölkerung bestand aus Hispanics oder Latinos.
Im Jahr 2010 lebten in 37,8 % aller Haushalte Kinder unter 18 Jahren sowie 26,8 % aller Haushalte Personen mit mindestens 65 Jahren. 73,7 % der Haushalte waren Familienhaushalte (bestehend aus verheirateten Paaren mit oder ohne Nachkommen bzw. einem Elternteil mit Nachkomme). Die durchschnittliche Größe eines Haushalts lag bei 2,71 Personen und die durchschnittliche Familiengröße bei 3,11 Personen.
28,6 % der Bevölkerung waren jünger als 20 Jahre, 24,4 % waren 20 bis 39 Jahre alt, 27,6 % waren 40 bis 59 Jahre alt und 19,4 % waren mindestens 60 Jahre alt. Das mittlere Alter betrug 38 Jahre. 48,3 % der Bevölkerung waren männlich und 51,7 % weiblich.
Das durchschnittliche Jahreseinkommen lag bei 42.099 $, dabei lebten 19,8 % der Bevölkerung unter der Armutsgrenze.
Im Jahr 2000 war Englisch die Muttersprache von 91,60 % der Bevölkerung, spanisch sprachen 7,52 % und 0,88 % hatten eine andere Muttersprache.

## Sehenswürdigkeiten
Folgende Objekte sind im National Register of Historic Places gelistet:
- Auburndale Citrus Growers Association Packing House
- Auburndale City Hall
- Ephriam M. Baynard House
- Holland Jenks House

## Wirtschaft
Die hauptsächlichen Beschäftigungszweige sind: Ausbildung, Gesundheit und Soziales: (17,8 %), Handel / Einzelhandel: (15,1 %), Produktion: (12,4 %).

## Schulen
- Walter Caldwell Elementary School, etwa 950 Schüler
- Lena Vista Elementary School, etwa 600 Schüler
- Berkley Elementary School, etwa 550 Schüler
- Clarence Boswell Elementary School, etwa 550 Schüler
- Auburndale Central Elementary School, etwa 400 Schüler
- Jere L. Stambaugh Middle School, etwa 1000 Schüler
- Auburndale Senior High School, etwa 1800 Schüler

## Verkehr
Auburndale wird von der Interstate 4, vom U.S. Highway 92 (SR 600) sowie den Florida State Roads 544, 559 und 570 durchquert. Die nächsten Flughäfen sind der Orlando International Airport (70 Kilometer) und der Tampa International Airport (80 Kilometer entfernt).

## Kriminalität
Die Kriminalitätsrate lag im Jahr 2010 mit 408 Punkten (US-Durchschnitt: 266 Punkte) im durchschnittlichen Bereich. Es gab einen Mord, zwei Vergewaltigungen, 18 Raubüberfälle, 43 Körperverletzungen, 199 Einbrüche, 575 Diebstähle und 23 Autodiebstähle.